# Dryadula phaetusa

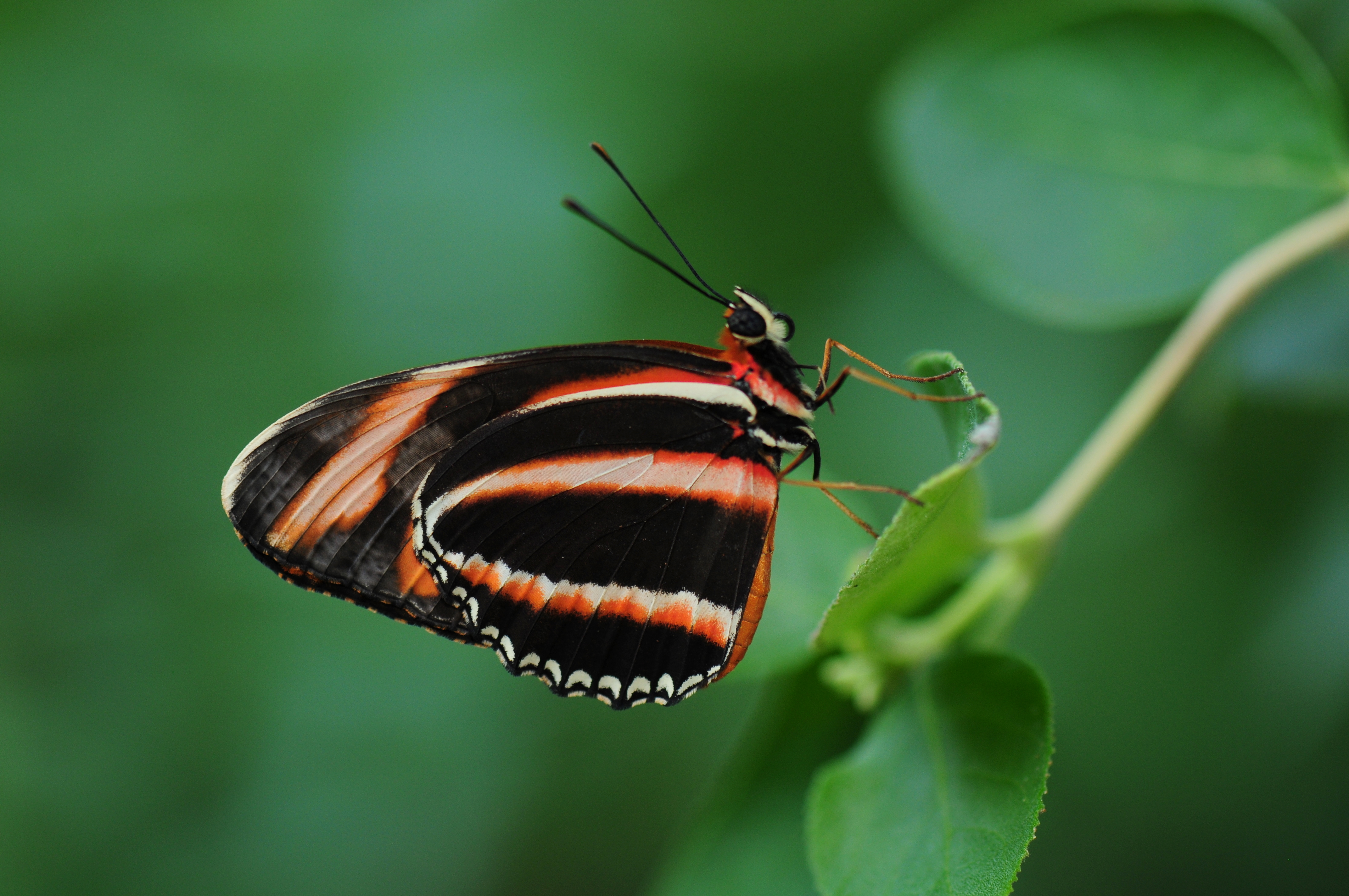
Flügelunterseite

Dryadula phaetusa ist ein Schmetterling (Tagfalter) aus der Familie der Edelfalter (Nymphalidae). Im englischen Sprachgebrauch wird die Art als Banded Orange Heliconian, Banded Orange oder Orange Tiger bezeichnet.

## Merkmale

### Falter
Die Flügelspannweite der Falter beträgt 86 bis 89 Millimeter. Sämtliche Flügel sind auf der Oberseite kräftig orange gefärbt und tigerartig mit breiten schwarzen Längsstreifen versehen. Die Flügelunterseiten haben im Wesentlichen eine schwärzliche Grundfarbe, von der sich rote, rosafarbene und weißliche Streifen abheben. Arttypisch ist ein großes U-förmiges Zeichen auf der Hinterflügelunterseite.

### Ei, Raupe, Puppe
Das Ei ist zunächst blass gelb und nimmt später eine bräunlich gesprenkelte Farbe an. Die Eier werden einzeln an Blättern abgelegt.
Ausgewachsene Raupen haben eine rötlich braune Grundfarbe. Sie sind auf der gesamten Körperlänge und am Kopf mit langen, verzweigten, dunklen Dornen bestückt.
Die Puppe ist bräunlich gefärbt und mit kleinen goldglänzenden Flecken auf dem Sattel versehen. Sie ist als Stürzpuppe ausgebildet und ahmt ein vertrocknetes Blatt nach (Mimese).

## Verbreitung und Vorkommen
Das Verbreitungsgebiet der Art erstreckt sich von den US-Bundesstaaten Texas und Florida weiter südlich über Mittelamerika bis nach Paraguay und Brasilien. Dryadula phaetusa besiedelt bevorzugt tropische Feuchtgebiete.

## Lebensweise
Die Falter fliegen in tropischen Gebieten in fortlaufenden Generationen. Sie saugen gerne an blühenden Blumen oder feuchten Stellen am Boden, zuweilen auch an Vogelkot. Die Raupen leben einzeln und ernähren sich von den Blättern verschiedener Passionsblumengewächse (Passifloraceae).